# Erich Raschick
Erich Raschick (Bad Freienwalde, 15 aprile 1882 – Mühlberg/Elbe, 31 maggio 1946) è stato un generale tedesco.

## Biografia
Generale di Fanteria della Wehrmacht nella seconda guerra mondiale, Erich Raschick entrò nel marzo del 1902 nell'esercito tedesco come alfiere e il 18 agosto 1903 fu promosso tenente nel reggimento di fanteria n. 165 e prestò servizio come ufficiale nella prima guerra mondiale. Per il suo comportamento fu insignito di entrambe le classi della Croce di Ferro: la Croce di Cavaliere dell'Ordine di Hohenzollern con spade e la Croce Anseatica.
Dopo la fine della guerra fu arruolato nella Reichswehr e nel 1923 entrò a far parte dello staff del Comando di Gruppo n.1 Nel febbraio 1929 Raschick fu promosso Tenente colonnello e nell'ottobre 1931 fu promosso Colonnello. Dal marzo 1934 fu comandante di artiglieria nel circondario militare di Dresda e a settembre 1934 fu promosso maggior generale. Nell'ottobre dello stesso anno fu il primo comandante dell'artiglieria nella divisione di nuova costituzione 14ª divisione corazzata di fanteria e in quel reparto fu nominato Tenente generale e vi rimase fino a metà novembre 1938. Infine, dalla fine di novembre dello stesso anno divenne unico comandante dello staff di comando Eifel e dal marzo 1939 nella medesima posizione nel Comando generale delle truppe di confine Eifel, che non fu coinvolto nella guerra. Nell'aprile 1939 fu nominato Generale di Fanteria. Dopo l'inizio della seconda guerra mondiale, assunse in qualità di Comandante Generale il comando del XXII Corpo d'Armata di nuova costituzione. Infine assunse il Comando generale del XXXVII Corpo d'Armata, che più tardi fu coinvolto in guerra nei Paesi Bassi. 
Dal marzo 1940, fu trasferito per due mesi nella riserva. Il 1º agosto 1943 fu decorato con la Croce argentea dell'Ordine militare della Croce Tedesca.. Fino alla fine del luglio 1944.
Fino alla fine del luglio 1944 fu comandante del Comando Generale del X Corpo d'Armata. Terminò la guerra come prigioniero dei Sovietici, internato nel Campo Speciale di Prigionia n. 1 a Mühlberg, dove morì.